# Das Beste

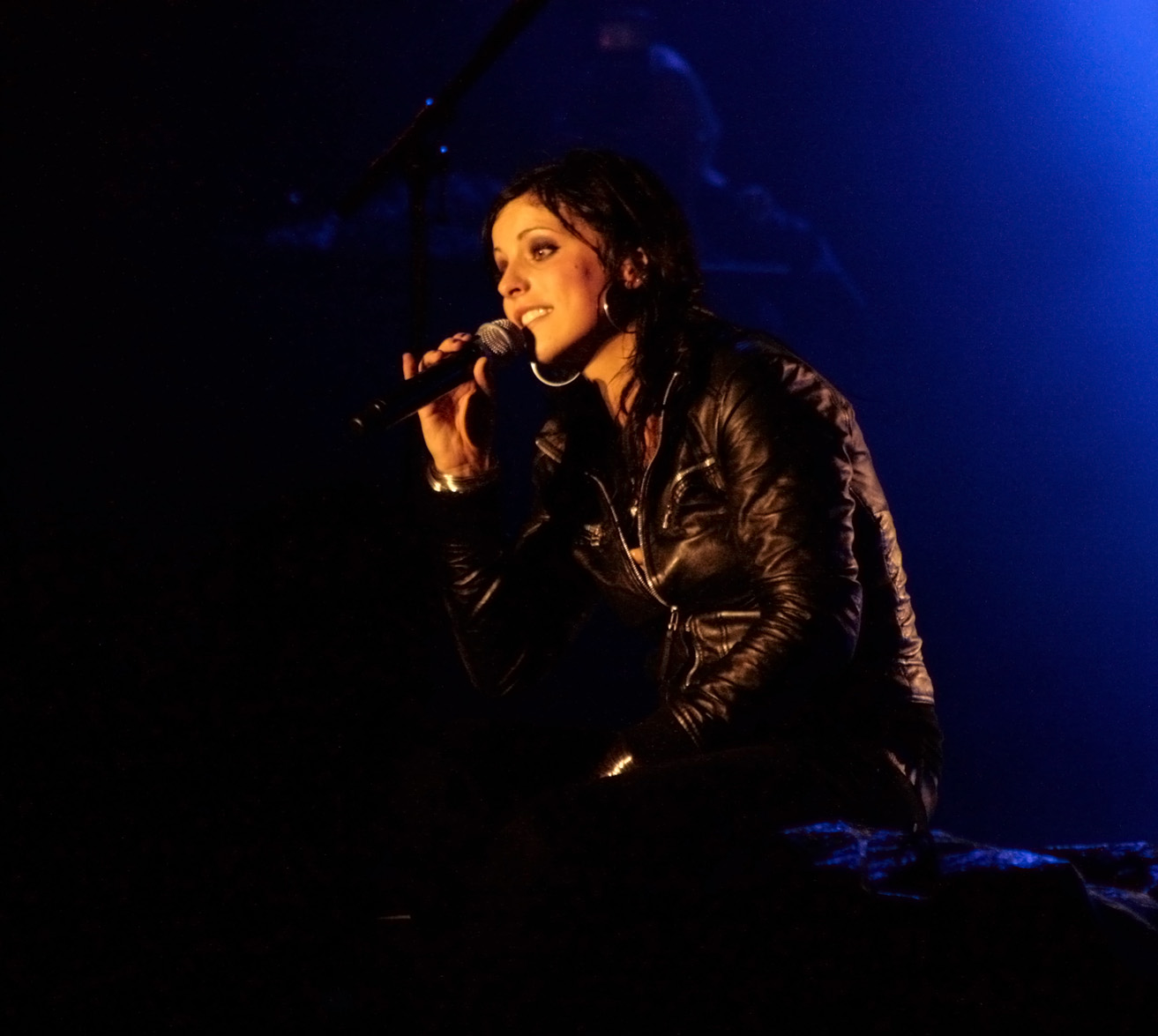
Штефани Клосс исполняет песню «Das Beste» на Donauinselfest 2009

Das Beste (с нем. — «Лучшее») — песня немецкой поп-рок-группы Silbermond, ставшая третьим синглом студийного альбома Laut gedacht и вышедшая 6 октября 2006 года. В немецкоязычных странах песня стала одной из самых узнаваемых и занимала первые места в немецких и австрийских чартах. Диск с синглом стал трижды золотым при общих продажах в 450 000 экземпляров.
В первую же неделю после выхода песни она попала на первое место чартов Германии и Австрии, оставаясь там шесть-семь недель. В Швейцарии песня сразу заняла 36 место и через семь недель подскочила до третьего. Также песня входила в тройку Airplay-Charts в Люксембурге, а в Европе стала седьмой. В ежегодных ранжировках сингл фигурировал два года подряд: в Германии в 2006 он занял 8 место, а через год — 19; в Австрии — на 9 и 17 местах; в Швейцарии — на 31 и 40.

## Видео
Съёмка клипа на песню «Das Beste» проходила в сентябре 2006 года в цирке Aramannt под руководством режиссёра Даниэля Зиглера.